# Tomislav Trojak
Tomislav Trojak (1944. – 12. rujna 2015.), hrv. bh. fotograf. Jedan od najpoznatijih bh. fotoizvjestitelja.

## Životopis
Cijeli životni i radni vijek radio fotoaparatom i bavio se fotografijama. U svom fotografskom opusi upečatljive su fotografije sa športskih borilišta. Govorio je da su mu najslađe profesionalne zadaće bile Zimske olimpijske igre u Sarajevu 1984. godine i naslov europskog prvaka Jedinstva Aide 1989. godine u Firenci.
Radio fotografije za mnogo listova. Prvo u Frontu slobode, pa u sarajevskom Oslobođenju u kojem je bio većinu svog radnog vijeka. Prijeratni i poslijeratni suradnik listova u BiH, Hrvatskoj i Srbiji. U ratu u uredništvu Armije ljiljana, lista 2. korpusa Armije BiH na čijim je bojištima napravio bogati fond fotografija. Zadnjih godina radio u Dnevnom avazu, Avazovom sportu i zagrebačkim Sportskim novostima. Radio i za mjesni Tuzlanski list. Umro je 12. rujna 2015. godine. Posljednji ispraćaj bio je 14. rujna, a pokopan je na groblju Boriću u Tuzli.

## Priznanja i nagrade
Dobitnik pohvala i priznanja za svoj rad. 
Na inicijativu poznatoga tuzlanskog fotoizvjestitelja Darka Zabuša, njegova kolege iz Tuzlanskog lista, pokrenuto je dodjeljivanje Nagrade koja nosi Trojakovo ime. Udruženje građana “Centar kreativnih aktivnosti” iz Tuzle u partnerstvu s Bosanskim kulturnim centrom Županije Soli i pod glavnim pokroviteljstvom Vlade Županije Soli veljače 2018. godine organizirat će prvu dodjelu nagrade za najbolju športsku fotografiju Bosne i Hercegovine. Organizatori žele da nagrada postane tradicija i da nosi Trojakovo ime. Najavljeno je raspisivanje natječaja i objava pravilnika dodjele. Planirana prva dodjela nagrade bit će upriličena 15. veljače 2018. prije tradicionalne manifestacije Izbor športaša godine Županije Soli. Nagrada će se dodjeljivati za proteklu godinu. Prvi natječaj za Nagradu Tomislav Trojak raspisan je 9. siječnja 2018. godine.